# فاتح أريك
فاتح أريك (بالتركية: Fatih Ürek)‏ (مواليد 3 أبريل 1956 في أرضروم) هو مغني وموسيقي وممثل تركي، متخصص بموسيقى البوب، وقد بدأ مسيرته الفنية سنة 1993. انقطع عن الفن لمدة 13 عاماً منذ سنة 1995 وحتى سنة 2008.

## الألبومات
- Yaktı Yaktı (1993)
- Sen İki Gözümsün (1995)
- Sus (2008)
- Hala Hala (2009)
- Alırım aklını (2010)
- Hayde (2011)
- 300 - 500 (2012) (أغنية منفردة)
- Bak Güzele (2013) (أغنية منفردة)
- Altın Çağ (2015)
- Sallayana Sallaya (2016) (أغنية منفردة)

## روابط خارجية
- فاتح أريك على موقع IMDb (الإنجليزية)
- فاتح أريك على موقع ميوزك برينز (الإنجليزية)
- فاتح أريك على موقع قاعدة بيانات الفيلم (الإنجليزية)